# Grassmann-törvény
A Grassmann-törvény egy fonológiai folyamat az ógörögben és a szanszkritban, amely azt állapítja meg, hogy az a hehezetes mássalhangzó, amelyet egy másik hehezetes mássalhangzó követ a következő szótagban, hehezetlenné válik. A törvény a nevét Hermann Grassmann nyelvész után kapta.
Néhány példa az ógörögből:
- [tʰu-oː] θύω ’Megölök egy állatot’
- [e-tu-tʰeː] ἔτυθη ’megöletett (szenvedő)’
- [tʰrik-s] θρίξ ’szőr’
- [trikʰ-es] τριχές ’szőrök’
- [tʰap-sai] θάψαι ’eltemetni’
- [tʰapt-ein] θάπτειν ’eltemetni (jelen)’
- [tapʰ-os] τάφος ’egy sír’
- [tapʰ-e] ταφή ’temetés’

Mivel a görögben és szakszkritban bekövetkezett hehezetességi változás a közös indo-európai *bʰ, dʰ, gʰ hangok /pʰ, tʰ, kʰ/-vá való eltolódása után következett be, és az a tény, hogy más indoeurópai nyelv nem ismeri a Grassmann-törvényt, az nem egy indoeurópai örökség, hanem különállóan fejlődött ki a szaszkritban és az ógörögben is.